# وجيه عويس
وجيه موسى عويس عويس (مواليد 5 تشرين الثاني 1947 في عجلون) عالم أحياء وسياسي أردني شغل منصبي وزير التعليم العالي والبحث العلمي ووزيرالتربية والتعليم في حكومة بشر الخصاونة منذ 11 تشرين الأول 2021 إلى 27 تشرين الأول 2022.
وشغل منصب وزير التعليم العالي الأردني سابقًا. عُين في منصب وزير في شباط / فبراير 2011 م. الدكتور وجيه عويس أستاذ علم الوراثة وباحث ورئيس مجلس الإدارة الأسبق لمستشفى الملك المؤسس، ورئيس الجامعة العلوم والتكنولوجيا من أيلول / سبتمبر 2003 إلى فبراير / شباط 2011. في عام 1972 حصل على البكالوريوس في مجال علم الأحياء من الجامعة الأمريكية في بيروت. في عام 1975 حصل على الماجستير في مجال الكيمياء الحيوية من الجامعة الأردنية. في عام 1979 حصل على درجة الدكتوراه في مجال علم الوراثة الجزيئية من جامعة ولاية واشنطن.
في الفترة ما بين 1 يونيو و 28 أيلول / سبتمبر 2016 أصبح عويس وزيرا للتعليم العالي والبحث العلمي في حكومة هاني الملقي. تم استبداله في تعديل وزاري جاء فيه عادل الطويسي وزيرا. بعد ذلك عُين وجيه عويس في مجلس الأعيان.
حصل عويس على «الميدالية التذكارية» من الجامعة التشيكية للزراعة في براغ، و «نحت الشرف» من جامعة الزراعة التشيكية في براغ في مايو 2005، وشهادة الدكتوراه الفخرية في العلوم من معهد نيويورك للتكنولوجيا عام 2005 أشرف عويس على 45 طالب دراسات عليا (ماجستير)، وقد تخرجوا جميعًا، وقام بنشر أكثر من 34 ورقة بحثية.